# Église de l'Annonciation de Corte
L'église de l'Annonciation de Corte est une église de style baroque du XVe siècle avec un campanile, à Corte en Haute-Corse. Dédiée à l'Annonciation, elle est inscrite sur l'Inventaire supplémentaire des monuments historiques depuis le 2 mai 1973.

## Historique

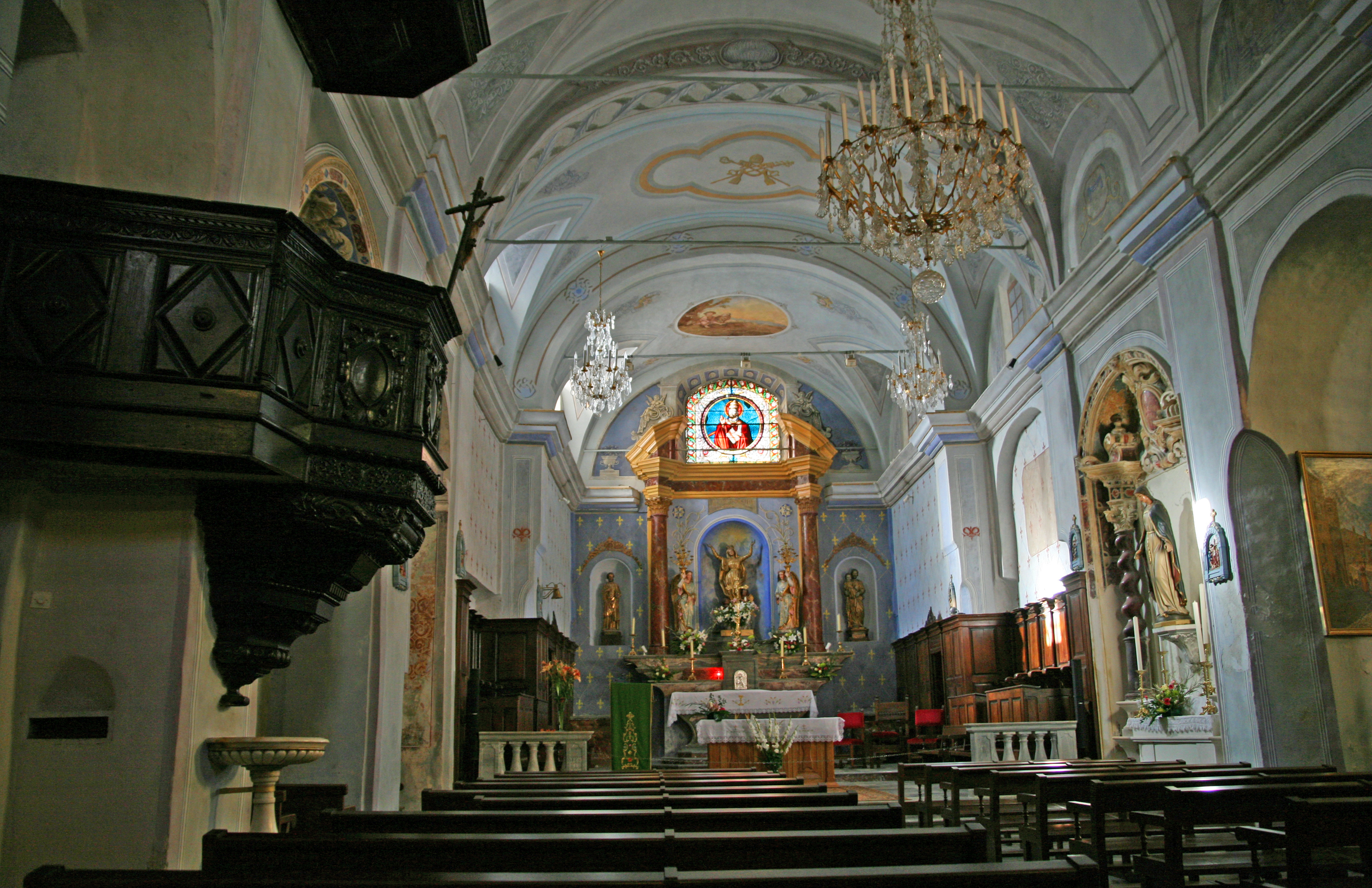
Église de l'Annonciation
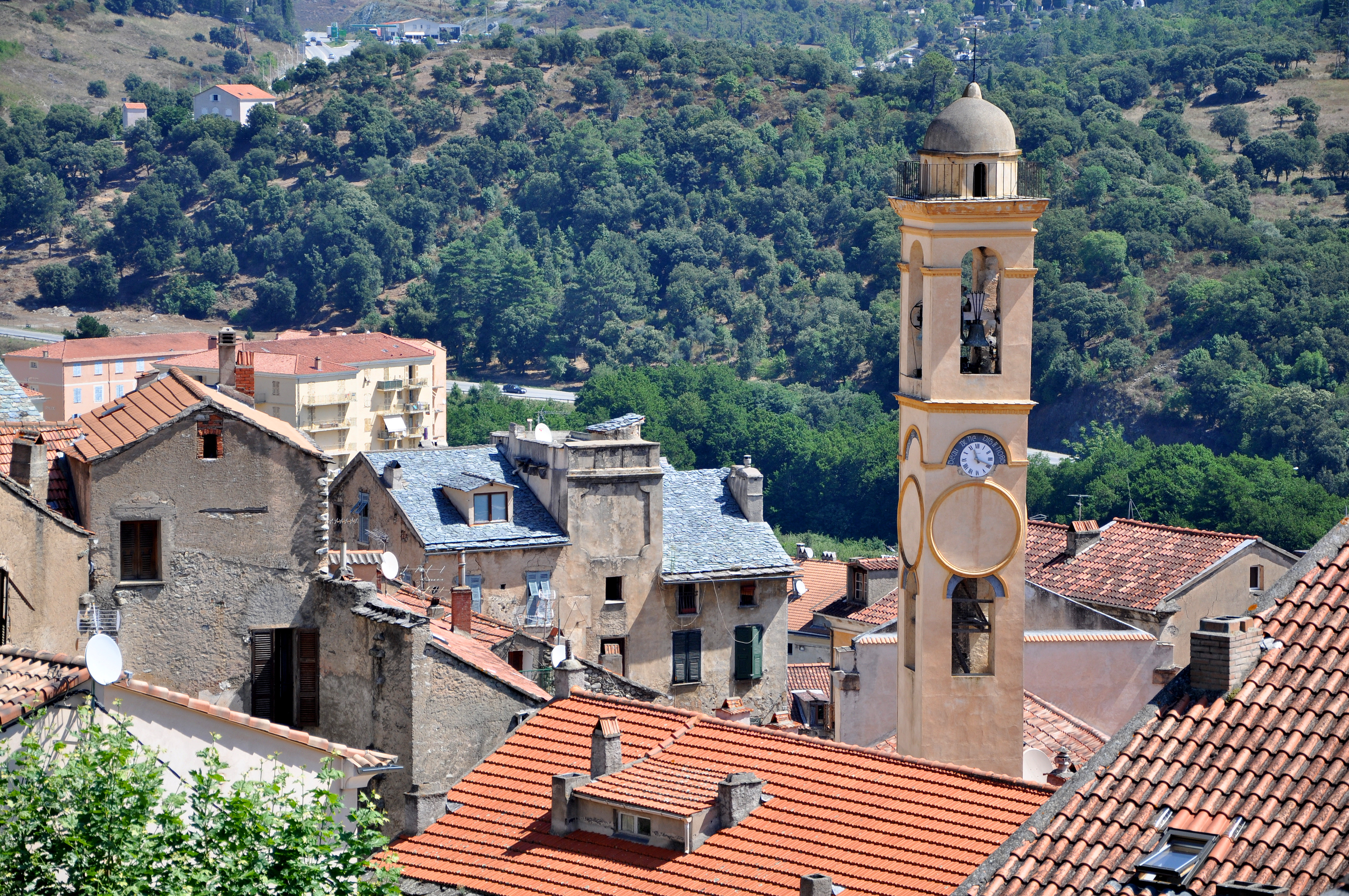
Clocher de l'église

Construite entre 1450 et 1459, cette église est fondée dans l'actuel vieux Corte par monseigneur Ambroise Arrighi, Ambroggio d'Omessa évêque d'Aleria entre 1412 et 1464.
En 1655 elle est remaniée et agrandie. Les chapelles du côté ouest sont abattues et remplacées par une nef latérale qui enclave le vieux clocher dans la nouvelle construction.
L'église abrite dans la chapelle latérale San Teòfalu, le gisant (effigie en cire du musée Grévin, 1979) de Blaise de Signori, frère franciscain considéré comme le seul saint corse, reconnu comme patron de la Corse.

## Mobilier

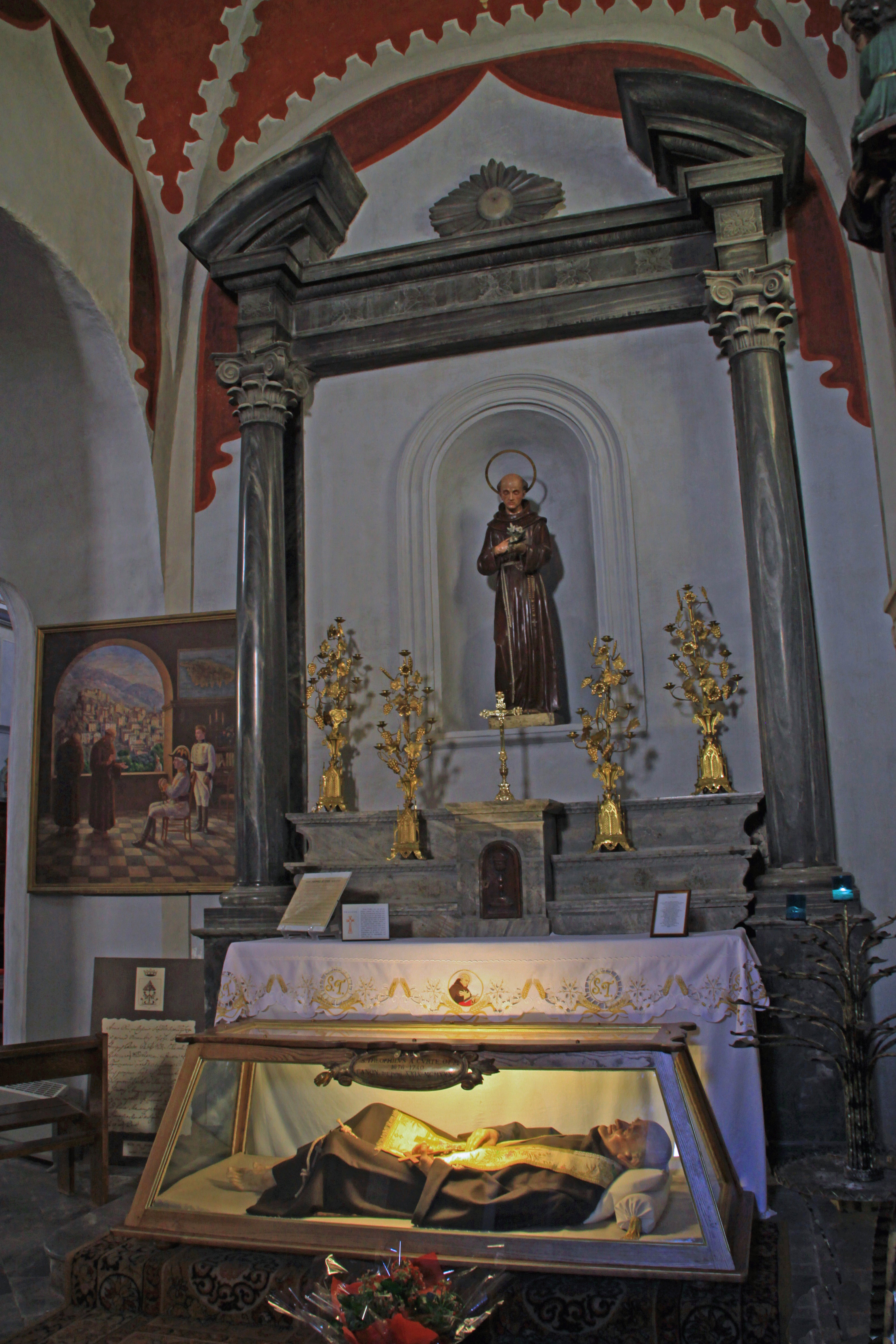
Gisant de saint Théophile de Corte.
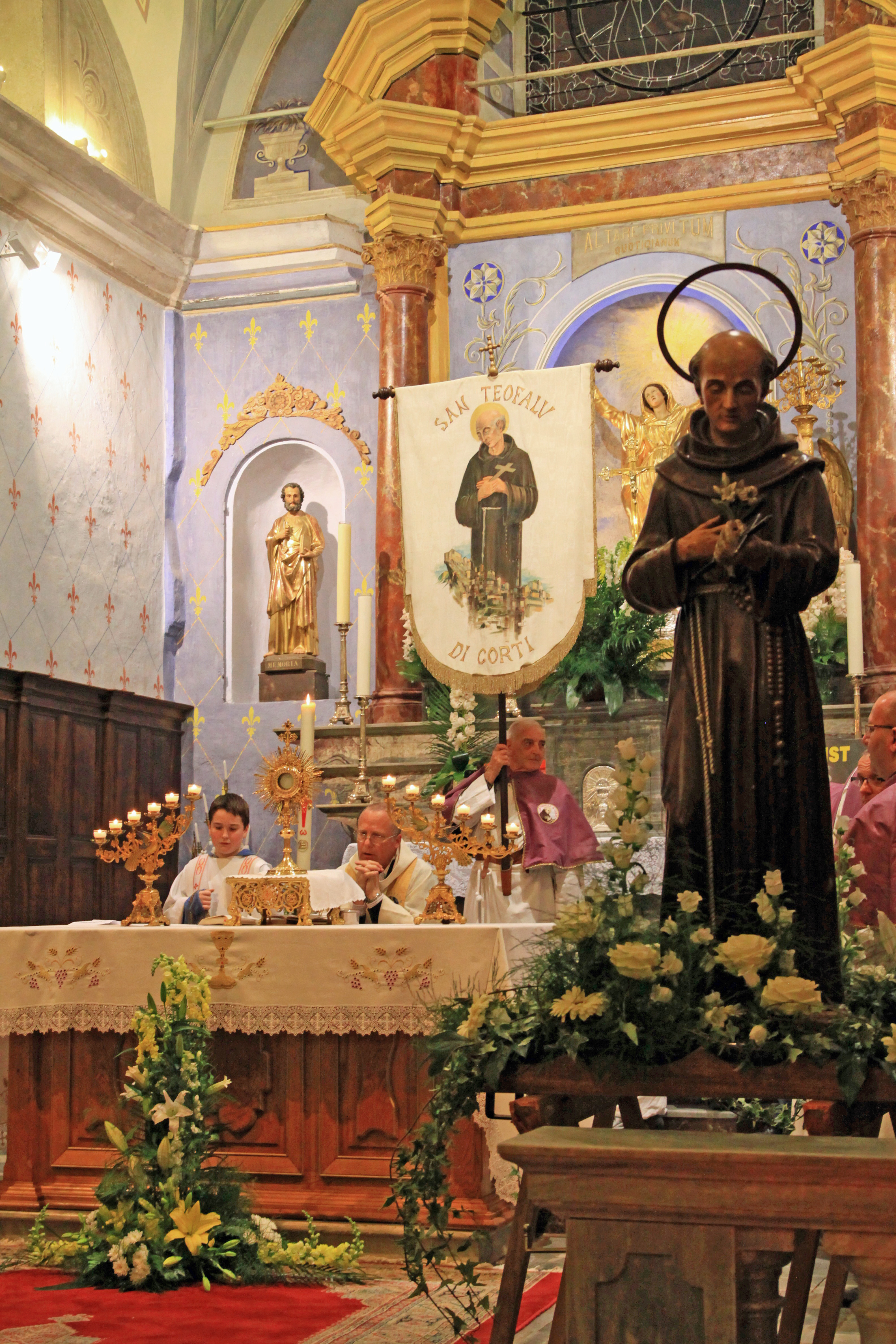
Saint Théophile de Corte.
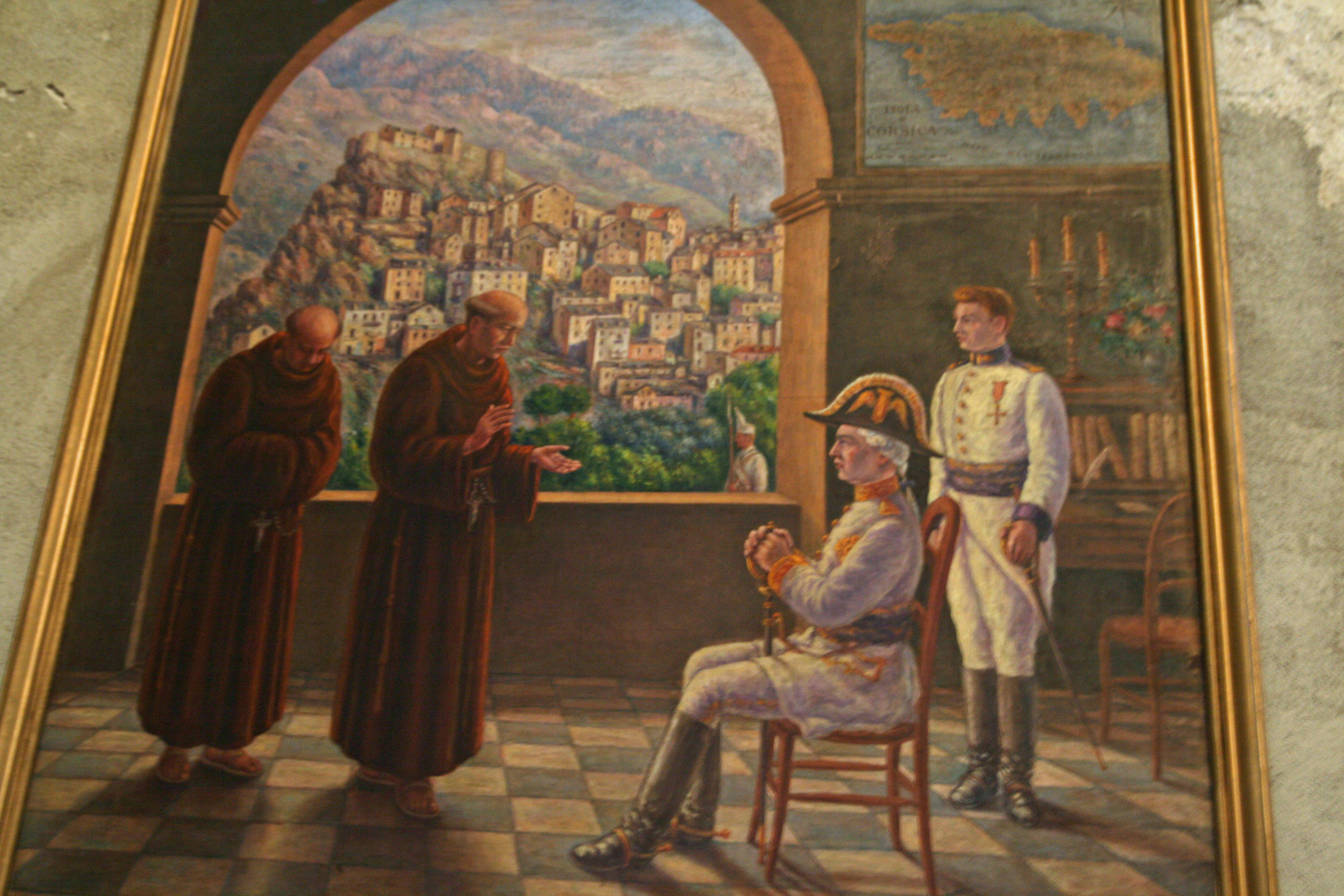
Saint Théophile et le comte de Wurttemberg.

L'église possède un orgue du XVIIIe siècle dont la partie instrumentale a été classée à titre objet des monuments historiques le 11 septembre 1978,,.
Une statue ainsi qu'un tableau San Teòfalu intercédant pour ses compatriotes auprès du Duc de Wurtenberg, donné par le Vatican, ornent la chapelle San Teòfalu.